# Trillium Lake
Der Trillium Lake ist ein See und liegt 12,1 km südsüdwestlich des Mount Hood in Oregon in den USA. Er wird von einem Damm am Oberlauf des Mud Creek (Nebenfluss des Salmon River) gebildet. Er wurde 1960 vom State Department of Fish and Wildlife so benannt.

## Geschichte
Das Gebiet, das heute der See ist, war Teil der Barlow Road, eines Bestandteils des Oregon Trail. Eine Straße durch Sümpfe ermöglichte den Einwanderern nach Summit Meadow zu gelangen, wo zwischen 1866 und 1870 eine Mautstation war. 1960 wurde der See vom State Department of Fish and Wildlife zum See ernannt.

## Vegetation
Waldlilien, oder auch Trillium genannt, sind eine in der Gegend besonders auffällige Blumengattung.

## Name
Da es viele Waldlilien, die englisch Trillium heißen, in der Region gibt, wurde der See Trillium Lake genannt.

## Nutzung
Der See ist beliebt zum Angeln, Campen und Fotografieren und spiegelt oft den Mount Hood wider. Der angrenzende Trillium Lake Campground wird vom Zigzag Ranger District des Mount Hood National Forest verwaltet. Der große Campingplatz verfügt über einen saisonale Bootsverleih. Der See ist ein sehr beliebter Skilanglaufplatz. Der Trillium Lake wird von dem 3,2 km langen Trillium Lake Trail umrundet.

## Galerie

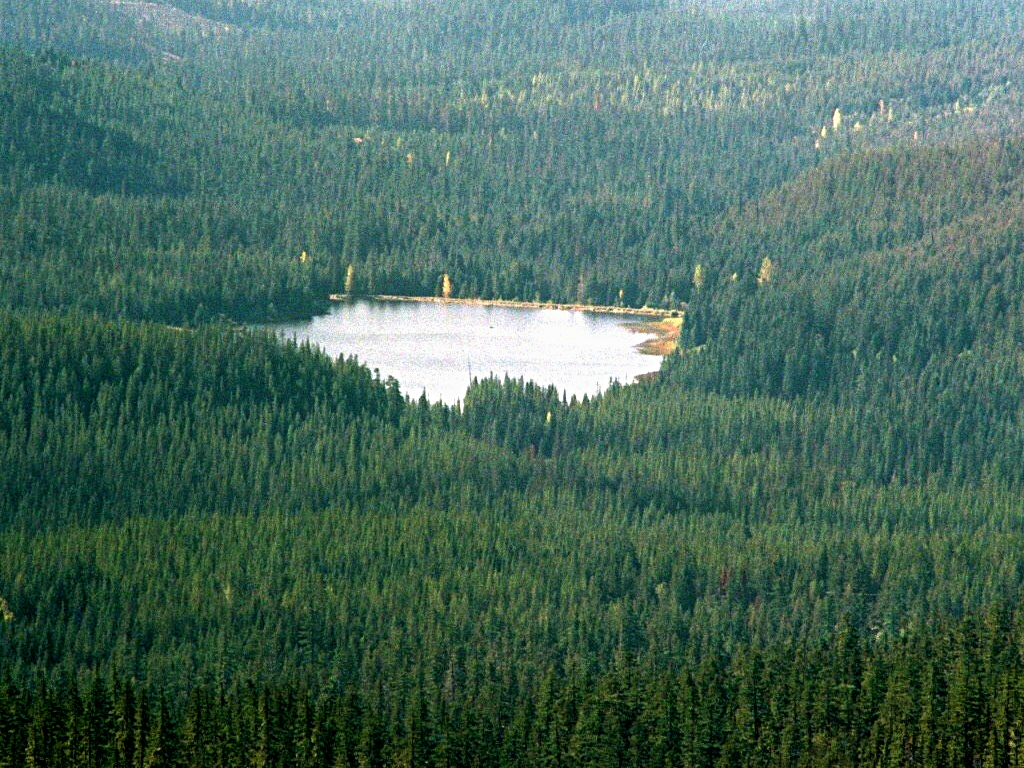
See von oben
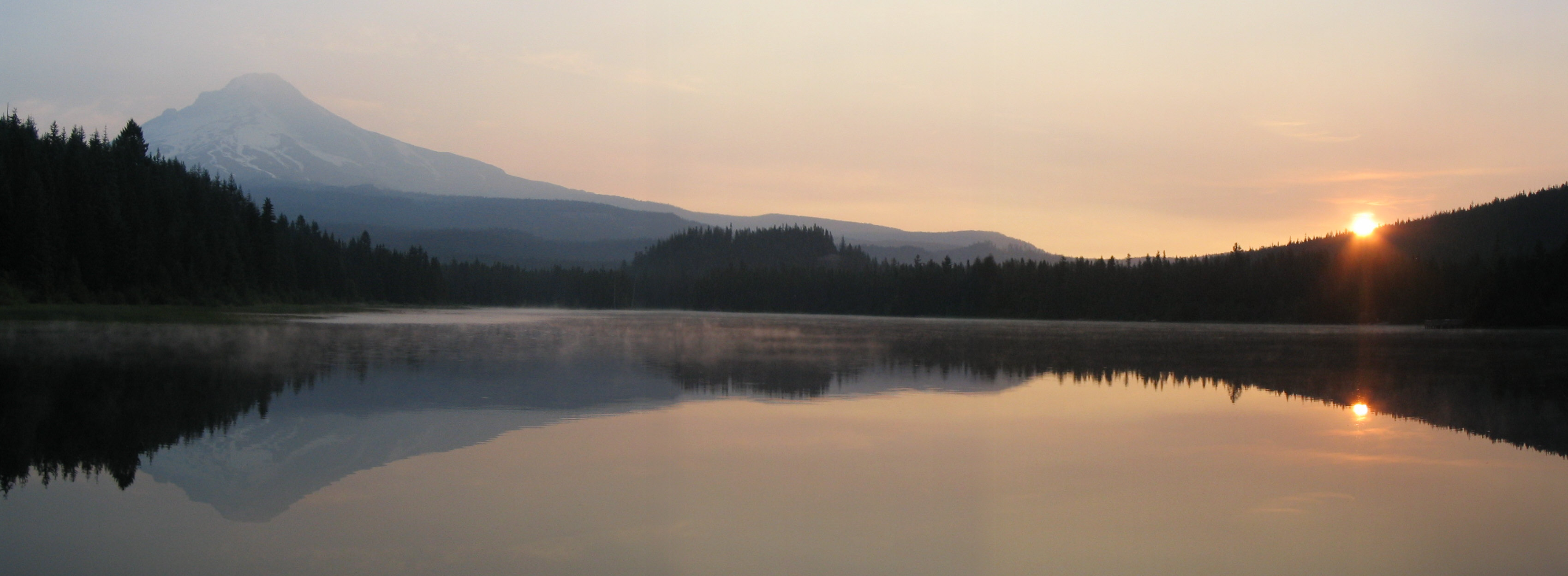
See im Sonnenaufgang
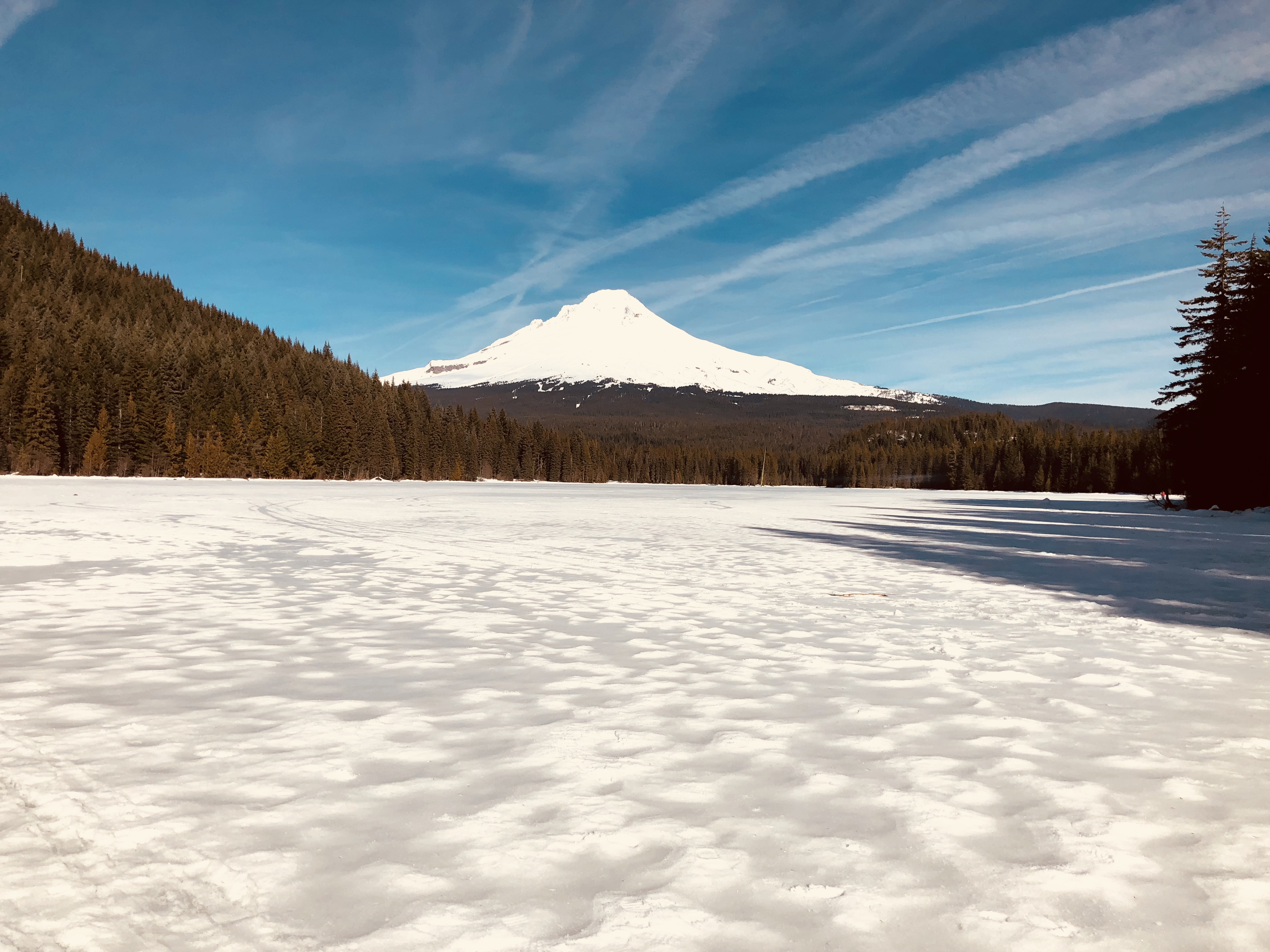
See im Winter